# Culligan
Culligan International Company, semplicemente conosciuta come Culligan, è un'azienda multinazionale statunitense con sede a Rosemont, Illinois, specializzata in sistemi per il trattamento dell'acqua.  
L’azienda opera a livello globale attraverso una rete di oltre 800 concessionari in più di 90 paesi.

## Storia

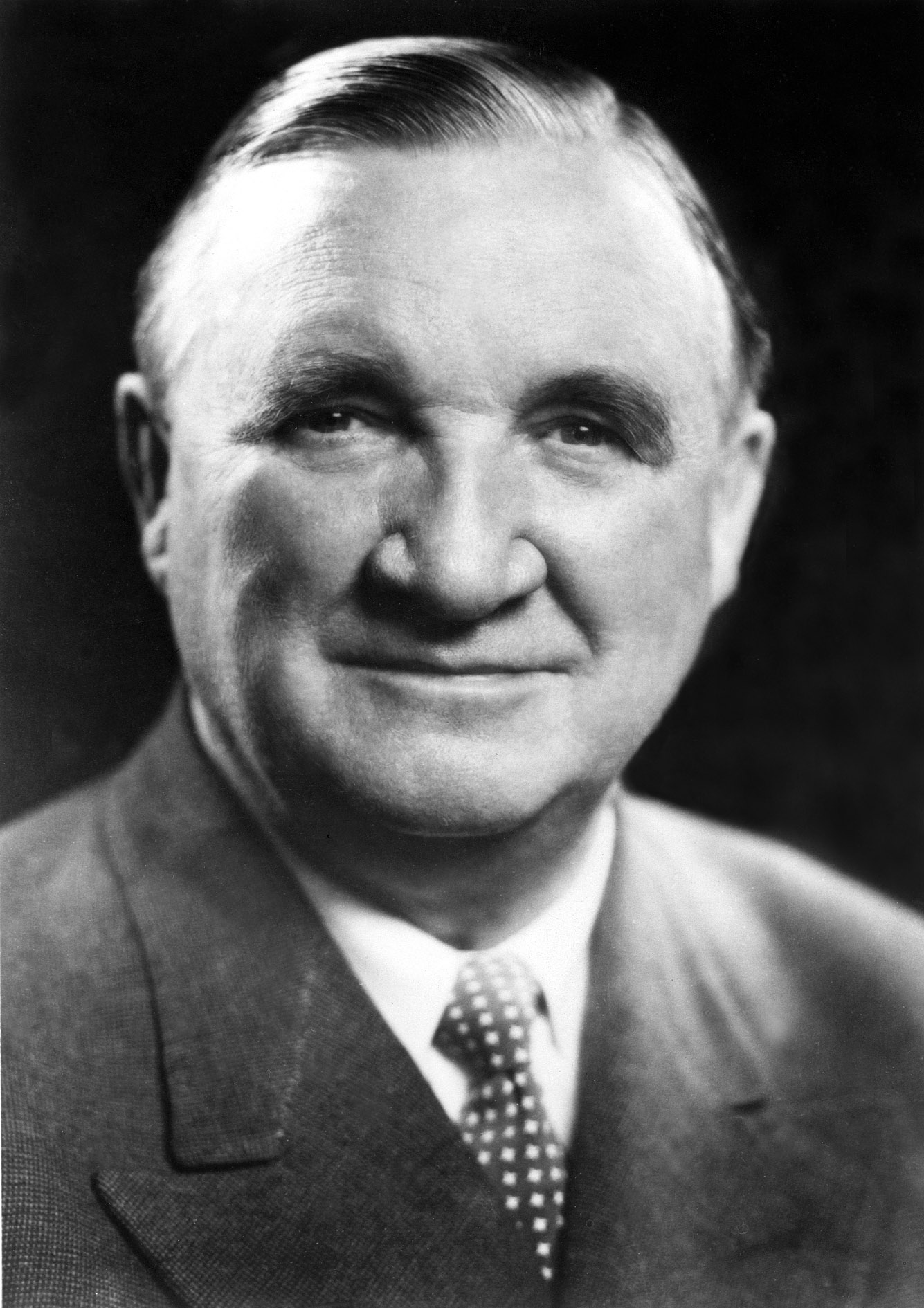
Emmett J. Culligan

Culligan fu fondata nel 1936 da Emmett Culligan, il quale, con un capitale iniziale di 50 dollari e il sostegno finanziario del fratello dottor John M. Culligan e della sorella Anna V. Culligan, istituì la Culligan Zeolite Company insieme ai fratelli John e Leo Culligan come soci. L’attività ebbe inizio nella bottega del fabbro Jack McLaughlin, a Northbrook, Illinois, dove Emmett forò il fondo di una lattina da caffè e vi inserì della sabbia verde per creare un filtro. Facendo scorrere acqua attraverso il dispositivo, scoprì che questo agiva come un addolcitore d’acqua.

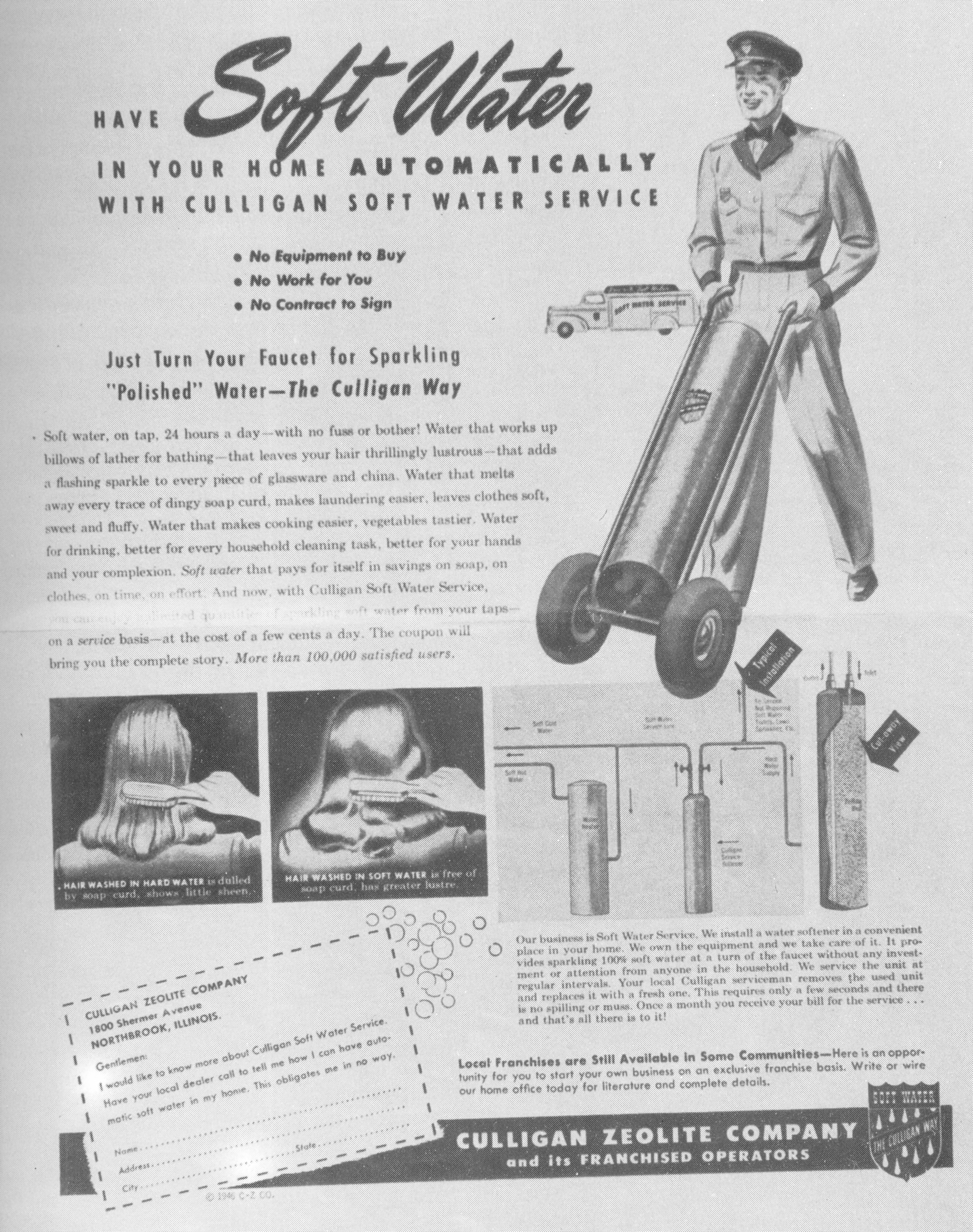
La prima pubblicità di Culligan, 1946

Nel 1938 aprì il primo punto vendita in franchising a Wheaton, Illinois, seguito da un secondo a Hagerstown, Maryland. Nel 1945 Emmett sciolse la società con i fratelli e fondò una nuova impresa, della quale fu presidente fino al 1950, anno in cui assunse la carica di presidente del consiglio di amministrazione, mentre Harold Werhane fu nominato presidente esecutivo. Nel 1962, l’azienda cambiò nome in Culligan, Incorporated.
Nel 1978 la società fu acquisita da Beatrice Foods, un grande conglomerato statunitense che in quegli anni espandeva la propria presenza nei settori alimentari e non alimentari. Nel 1986, Beatrice Foods stessa fu rilevata dal fondo di investimento Kohlberg Kravis Roberts (KKR), che decise di scorporare le attività non alimentari, creando una nuova holding chiamata E-II Holdings, cui Culligan fu assegnata.
Nel 1988, E-II Holdings tentò di acquisire American Brands, ma fallì; invece, American Brands acquistò E-II. Successivamente, American Brands vendette la maggior parte dei marchi di E-II a Meshulam Riklis, che tuttavia lasciò l’azienda poco dopo. Nel 1992, E-II dichiarò bancarotta, per poi uscire dalla procedura nel 1993, cambiando nome in Astrum International.
Nel 1995, Culligan fu separata dal gruppo e Astrum cambiò nome in Samsonite. Nel 1998, Culligan fu acquisita da United States Filter, che fu a sua volta rilevata nel 1999 dal gruppo francese Vivendi. Nel 2000, Vivendi scorporò le attività idriche, dando origine a Veolia Environnement, che nel 2003 vendette Culligan al fondo Clayton, Dubilier & Rice.
Nel 2007, l’azienda trasferì la sede da Northbrook a Rosemont, Illinois, dove realizzò un laboratorio analitico certificato dall’Illinois Environmental Protection Agency secondo gli standard del National Environmental Laboratory Accreditation Conference (NELAC).
Nel 2012, Culligan fu acquisita dal fondo di investimento Centerbridge Partners. Nel 2021, durante la gara per l’acquisizione della catena britannica di supermercati Morrisons da parte del fondo Clayton, Dubilier & Rice (CD&R), Culligan, che era stata in precedenza di proprietà di CD&R, accusò il fondo di aver effettuato una spoliazione degli asset, lasciando l’azienda con un debito di oltre 850 milioni di dollari. CD&R respinse fermamente tali accuse. Nello stesso anno, Culligan fu venduta e passò sotto il controllo del gruppo BDT Capital Partners, LLC, specializzato in investimenti a lungo termine.